# Nostra Signora di Hrušiv

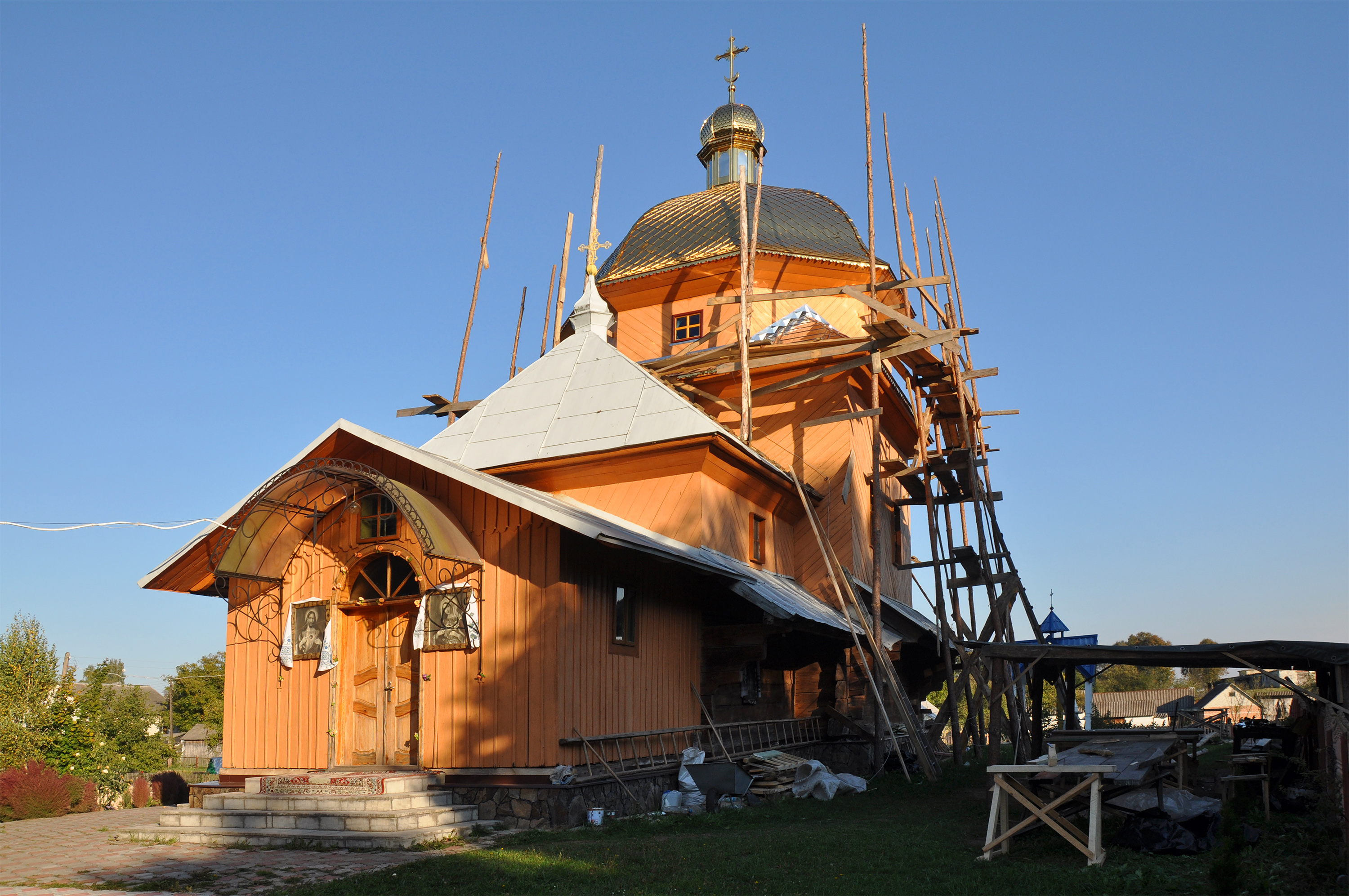
La Chiesa di Hrušiv

Nostra Signora di Hrušiv conosciuta anche come Nostra Signora dell'Ucraina o Vergine della Tenerezza è l'appellativo con cui la Chiesa greco-cattolica ucraina venera Maria, in seguito alle apparizioni avvenute nel villaggio ucraino di Hrušiv in diverse occasioni dal XVI al XX secolo.

## Descrizione
Hrušiv appartiene al distretto di Drohobyč, ed è situato sulla riva destra del fiume Bystrica (affluente del fiume Dnestr), nell'oblast' di Leopoli. Dista circa 70 km a sud-ovest da Leopoli. Hrušiv appartiene all'eparchia di Sambir-Drohobyč, Decanato di Drohobyč, della Chiesa greco-cattolica ucraina.
Le apparizioni avvennero a più riprese sempre nello stesso luogo, ma a distanza di anni, a volte secoli. La Vergine di Hrušiv apparve vestita come nell'icona della Madre di Dio di Vladimir, la più antica e venerata immagine sacra ucraina.

## Le apparizioni

### XVI secolo
Durante la guerra dei cosacchi contro il Re di Polonia la Madonna sarebbe apparsa per la prima volta, nella parte inferiore del villaggio, ad alcune donne che stavano attingendo acqua da una sorgente. Un secolo più tardi, a ricordo dell'evento, in quel luogo venne piantato un salice.

### 1806 Apparizione durante l'epidemia di colera
La Santa Vergine sarebbe apparsa nuovamente vicino al salice e avrebbe fatto zampillare una sorgente d’acqua, liberando la popolazione da un'epidemia di colera. Come ex-voto il pittore Stepan Chapowskyj dipinse un'immagine della Vergine sul modello della Madonna della Tenerezza che venne sistemata sul salice.

### 1855 Apparizione durante l'epidemia di peste
Durante un'epidemia di peste nel 1855, la Madre di Dio sarebbe apparsa in sogno ad una donna dicendole: "Figlia mia, ti prego di pulire il pozzo profanato. Celebratevi una messa e la morte cesserà di colpire il villaggio". I paesani seguirono queste indicazioni e miracolosamente l’epidemia di peste cessò. Sopra il pozzo che custodiva la sorgente, in soli tre giorni venne costruita una cappella in legno.
La cappella in legno costruita in fretta nel 1855 iniziò a cedere e nel 1878 il parroco locale fece edificare una nuova cappella in legno con una cupola, che nel 1856 venne dedicata alla Santissima Trinità.
Nel 1878 la chiesetta venne sostituita da un santuario.
Papa Leone XIII nel 1901 concesse l'indulgenza plenaria nei giorni della Santissima Trinità, dell'Assunzione di Maria e dell'Esaltazione della Santa Croce.

### Apparizione del 12 maggio 1914
Alla vigilia dello scoppio della prima guerra mondiale, e tre anni prima delle più conosciute apparizioni di Fatima, la Madonna sarebbe apparsa a 22 contadini intenti a falciare i prati, preannunciando la guerra, la persecuzione alla Chiesa e la perdita della sovranità dello stato ucraino per 80 anni. L’apparizione sarebbe durata una giornata intera.
“Ci sarà la guerra. La Russia diventerà un paese senza Dio. L’Ucraina, come nazione, soffrirà terribilmente per 80 anni e dovrà sopravvivere alle guerre mondiali, ma in seguito sarà libera”
Nel 1947, durante il periodo stalinista la cappella venne chiusa e nel 1958, sotto il governo Chruščëv, sconsacrata.

### Apparizioni del 26 aprile 1987 a Marija Kizyn e a Josyp Terelja

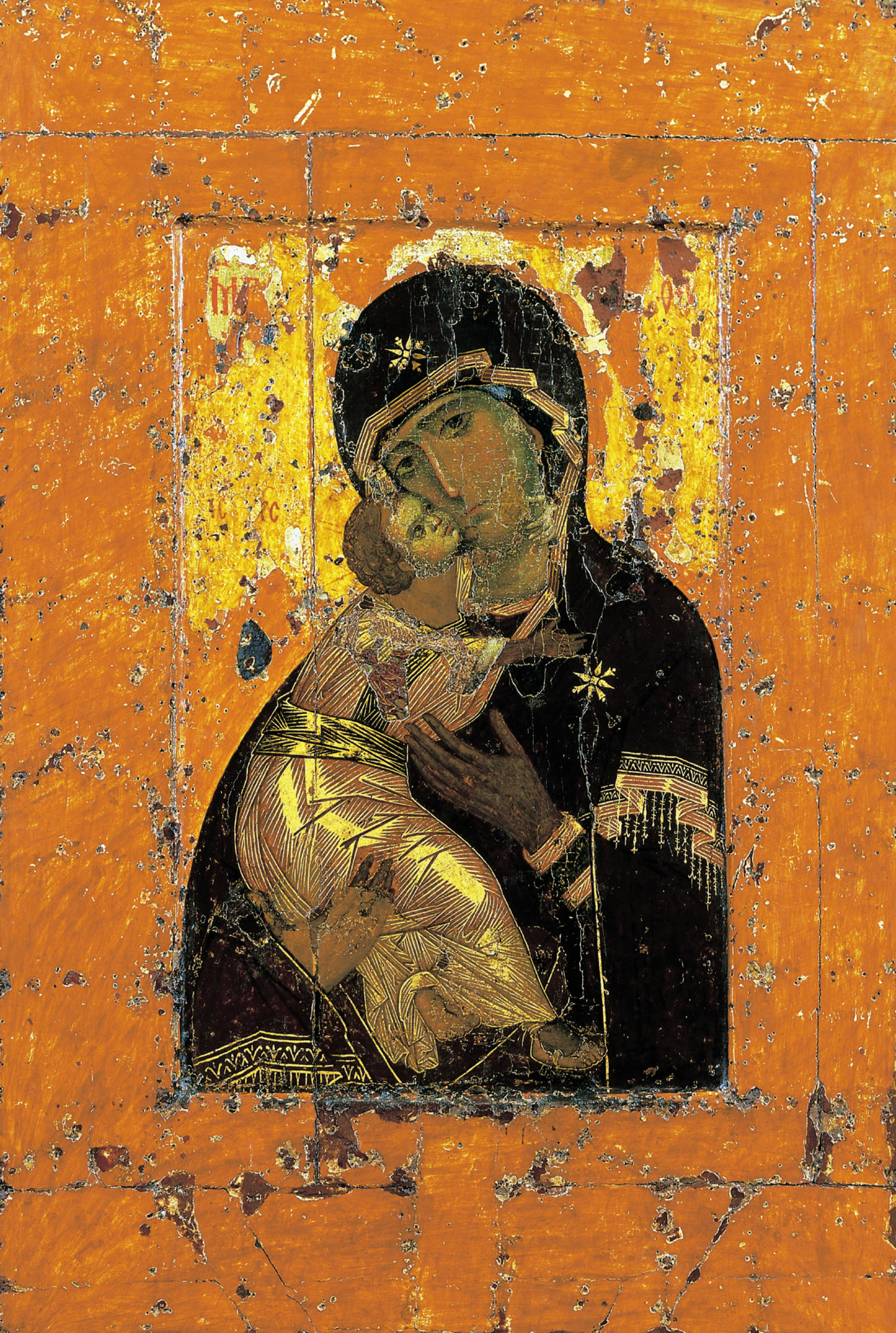
icona della Madre di Dio di Vladimir o Vergine della Tenerezza

Sono le apparizioni più famose di Hrušiv. Un anno esatto dopo il Disastro di Černobyl', la Vergine Maria sarebbe apparsa ad una bambina di 12 anni Marija Kizyn. La bambina vide una strana luce sulla cupola della cappella sconsacrata vicina a casa sua e poi vide apparire la Vergine con il Bambino. Maria chiamò la madre e insieme videro nuovamente la Madonna.
Le apparizioni sarebbero durate per oltre un mese, attirando una grande quantità di persone.
Nonostante le autorità comuniste cercassero di ostacolare l’arrivo di pellegrini, a Hrušiv si recarono persone provenienti dalla Russia, dalla Moldavia, dalla Bielorussia, dai Paesi Baltici e anche dall’Asia centrale. Nelle varie apparizioni la Madonna avrebbe chiesto preghiera, penitenza e perdono per la conversione della Russia. Inoltre esortò a non dimenticare i morti della catastrofe nucleare di Černobyl' “avvertimento e segno per il mondo intero”.
Anche Josyp Terelja, un dissidente incarcerato per vent'anni per attività antisovietiche, liberato grazie all'intervento di Giovanni Paolo II, di Ronald Reagan e Amnesty International, già testimone di apparizioni della Vergine Maria mentre era in prigione, ha avuto l'apparizione durante il pellegrinaggio a Hrušiv nel 1987.
Il 7 luglio 1988 la campana di Hrušiv ritornò a suonare e la chiesa venne riaperta da quel giorno.